# Schiffbau in Ostfriesland und Papenburg
Der Schiffbau in der Region Ostfriesland und in der angrenzenden emsländischen Stadt Papenburg hat eine jahrhundertelange Tradition. So sind für die Seehafenstadt Emden bereits für das späte Mittelalter Aufzeichnungen über Schiffbau nachweisbar. Die Werften sind heute ein bedeutender Wirtschaftsfaktor. Wegen des Schiffbaus und des Seehafenumschlags zählt die Stadt Papenburg zum IHK-Bezirk Ostfriesland, obgleich sie im Emsland liegt und damit eigentlich der IHK Osnabrück/Emsland angehören würde.

## Werften

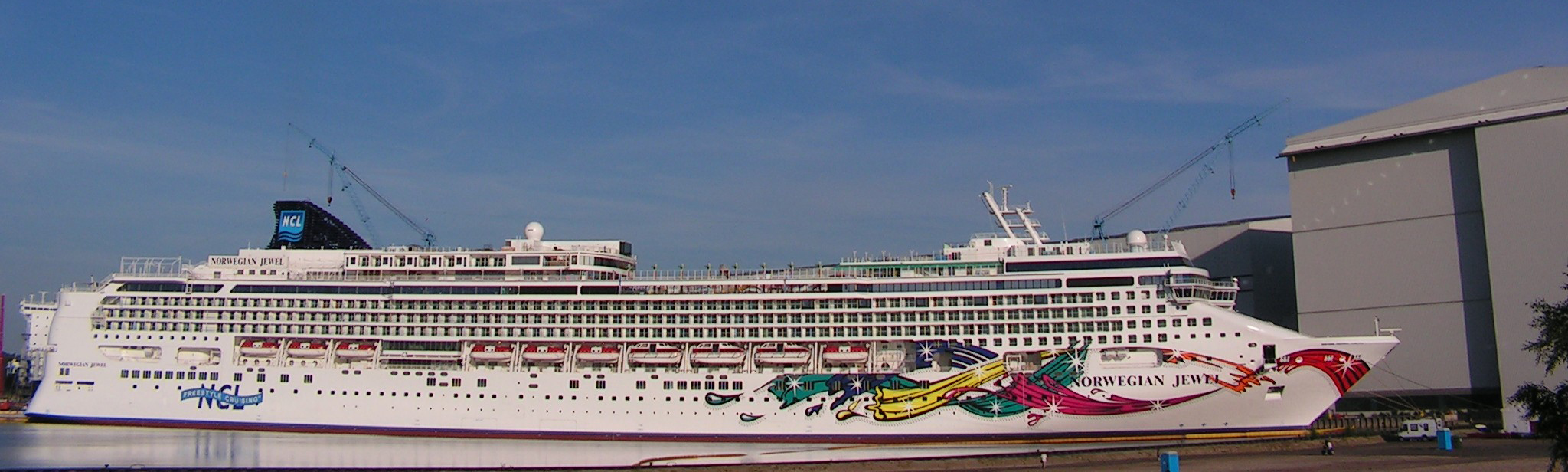
Die Norwegian Jewel vor den mehr als 70 Meter hohen Hallen der Meyer Werft, Papenburg

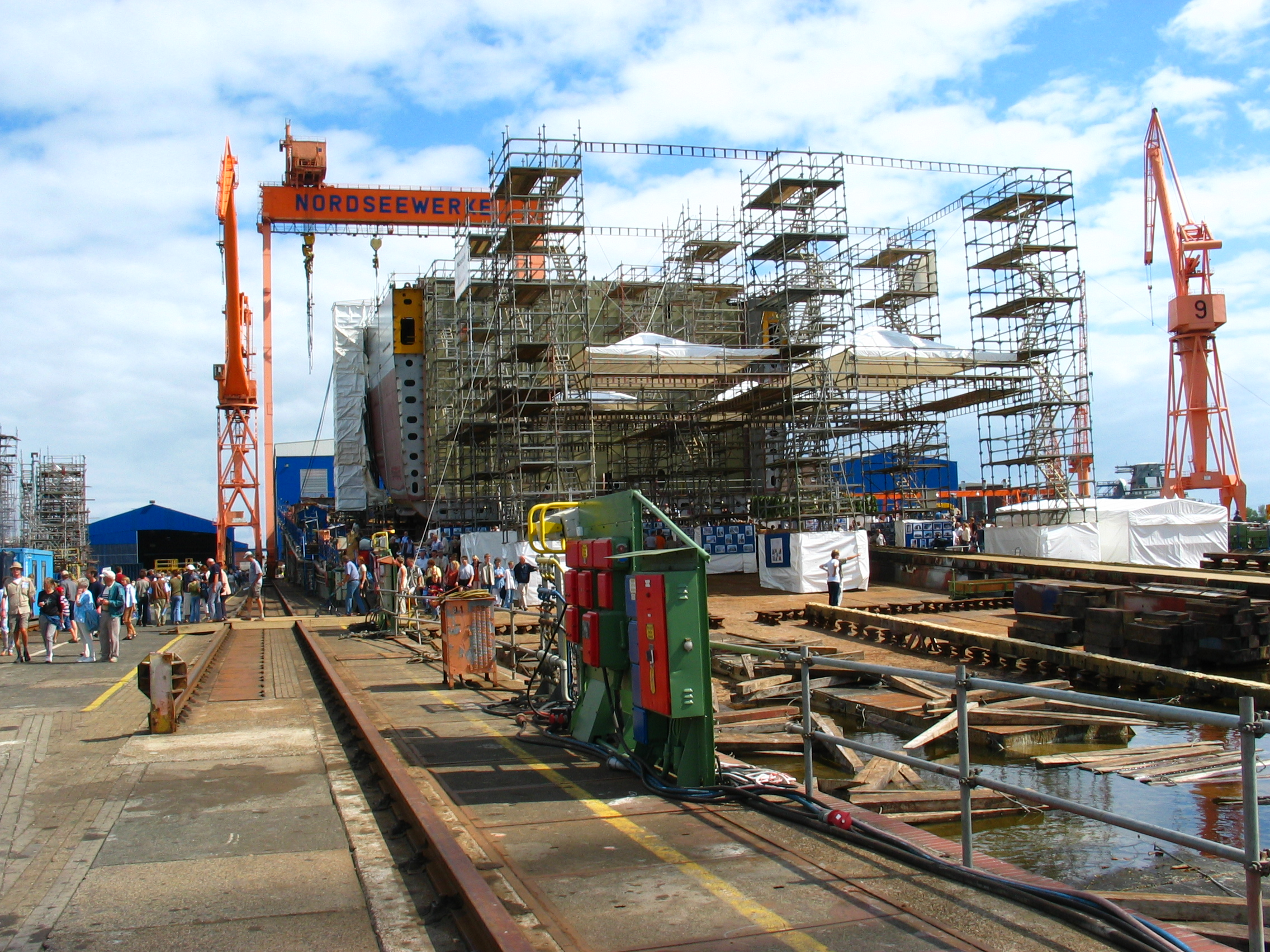
Neubau auf der Helling der Nordseewerke in Emden

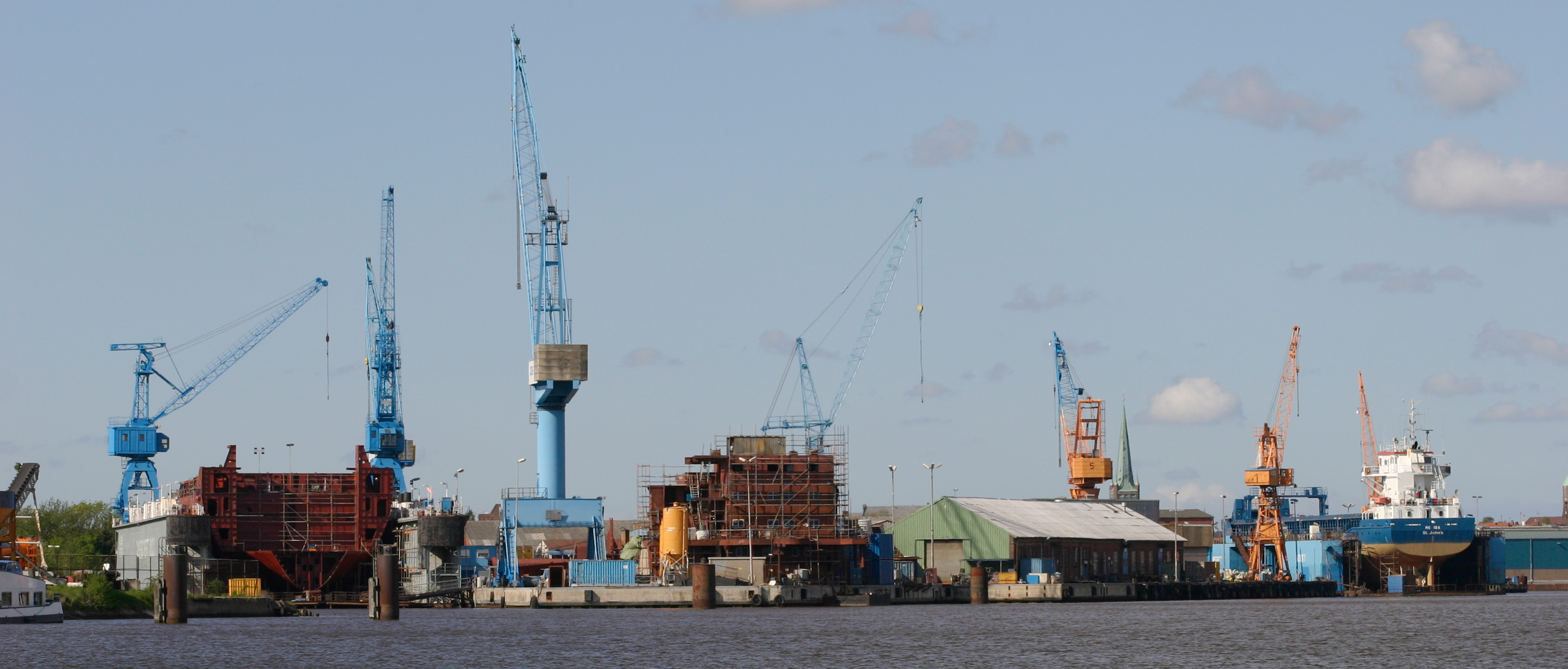
Die Cassens-Werft in Emden von der Hafenseite aus gesehen

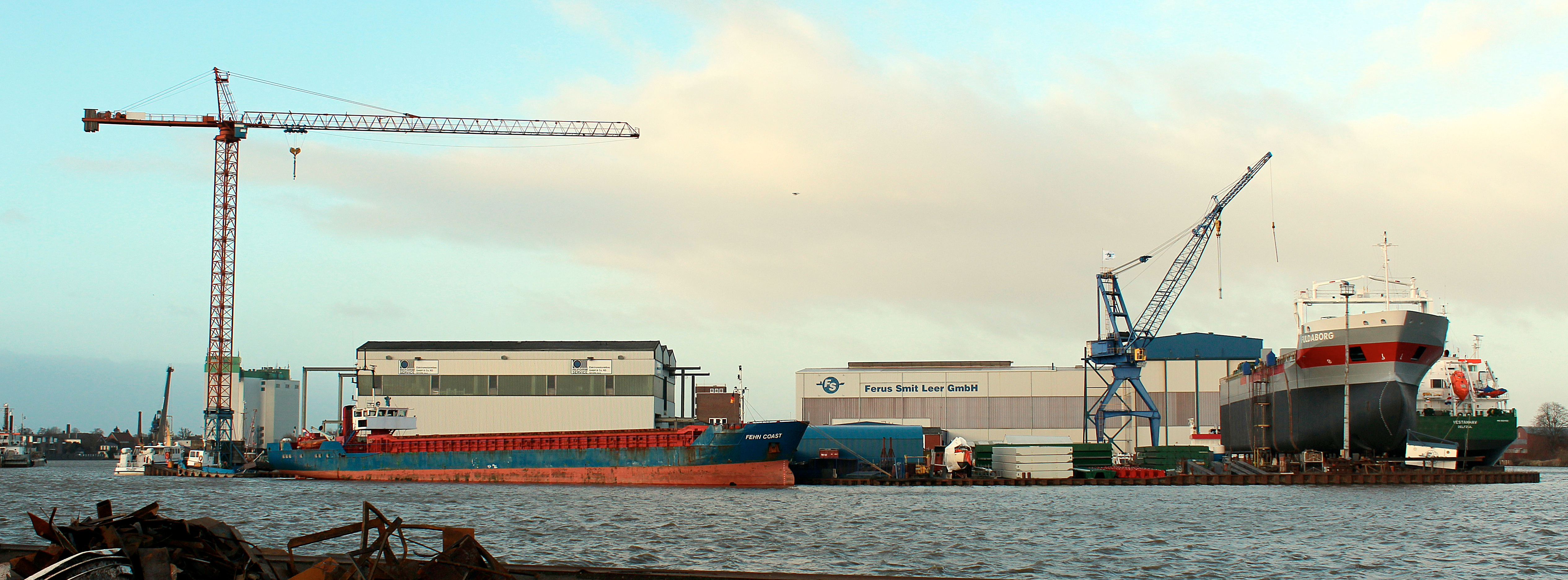
Die Werft Ferus Smit in Leer

Größte Werft der Region ist die Meyer Werft im emsländischen Papenburg, die 2017 etwa 3.400 Mitarbeiter beschäftigte. Sie ist deutschlandweit bekannt durch den Bau von Kreuzfahrtschiffen, baut aber auch unter anderem Fähren und Gastanker. Das Unternehmen befindet sich seit 1795 in Familienbesitz. Die Werft verfügt über die größten überdachten Baudocks der Welt mit bis zu 529 Metern Länge.
Zweitgrößte Werft der Region sind die Nordseewerke in Emden mit etwa 1400 Mitarbeitern. Die Werft gehörte zusammen mit Blohm & Voss in Hamburg, HDW in Kiel und anderen Werften zu ThyssenKrupp und wurde 2010 von der Schaaf Industrie (SIAG) übernommen. Die Nordseewerke bauten U-Boote und Überwasserschiffe wie Fregatten und Korvetten für die Deutsche Marine und Seestreitkräfte anderer Länder sowie Containerschiffe und Spezialschiffe wie Forschungsschiffen, Saugbagger etc. Seit 2011 fertigten die SIAG Nordseewerke Bauteile für Offshore-Windparks. Nach dem Einstieg der norwegischen Fosen Yards wird die Werft seit Anfang 2019 als Fosen Yard Emden GmbH weitergeführt. Nach dem Bau von zwei hochseetauglichen Lachsfarm-Prototypen erhielt die Werft 2021 den Auftrag zum Bau sechs neuer Frachtschiffe.
Hinzu kommen die Schiffswerft Diedrich in Oldersum mit 24 Beschäftigten und die Werft Ferus Smit in Leer mit rund 50 Beschäftigten (Stand: 2012). In Emden bestand bis 2018 die Cassens-Werft mit etwa 70 Beschäftigten. Die Cassens-Werft gehörte mehreren regionalen Eigentümern, die das Unternehmen nach einer Insolvenz der Vorgängerwerft im Jahre 2003 neu gründeten. Zu den Eigentümern zählten die Auricher Firma Rolf Janssen und die AG Reederei Norden-Frisia, hinzu kamen unter anderem die Emder Reederei AG Ems und weitere Schiffbau-Zulieferer aus der Region.
Die Schiffswerft Diedrich hat in der Vergangenheit einen Großteil der Fähren für die ostfriesischen Inselreedereien gebaut. Bis Ende der 1980er Jahre waren rund 100 Mitarbeiter bei der Werft in dem 1600-Einwohner-Ort Oldersum beschäftigt. Da in den folgenden Jahren jedoch kaum noch Neubauten abgeliefert wurden, konzentrierte sich die Werft auf das Reparaturgeschäft. Der Umsatz lag 2006 bei rund 2,5 Millionen Euro. Bis 2012 baute die Werft 80 Schiffe, darunter Fahrgastschiffe, Fähren und Fischerei-Fahrzeuge. Auch die Schiffswerft Diedrich gehört mehreren regionalen Firmen, darunter sind die AG Reederei Norden-Frisia und die Reederei Baltrum-Linie sowie die Elektrotechnischen Werke Rolf Janssen in Aurich (die unter anderem als Schiffbauzulieferer tätig sind) und das Emder (Wasser-)Bauunternehmen Gebrüder Neumann.
Die Werft Ferus Smit in Leer ist eine Tochterfirma der niederländischen Werft Ferus Smit aus Westerbroek in der benachbarten niederländischen Provinz Groningen. Die Leeraner Werft wurde 1996 von den Niederländern übernommen, um größere Schiffseinheiten bauen zu können. Der niederländische Betrieb liegt zum einen im Binnenland, daher ist der Zugang zur offenen See bei Delfzijl durch Brücken und Schleusen eingeschränkt, wohingegen der Leeraner Hafen nur durch die Seeschleuse Leer und das großzügig bemessene Emssperrwerk von der offenen See getrennt ist. Zum anderen erlaubt die Helling in Westerbroek lediglich den Bau von Schiffen bis zu einer maximalen Breite von 16 Metern und Länge von 130 Metern, während die Helling in Leer auch den Bau von Schiffen bis zu einer Breite von 26 Metern und einer Länge von 170 Metern gestattet. Die Tonnage der gebauten Schiffe beträgt nach Werftangaben zwischen 4.500 und 23.000 Tonnen. Innerhalb dieses Rahmens werden alle Arten von Frachtschiffen gebaut.
Eine Vielzahl der Neubau- und Reparaturaufträge erhalten die Werften von regionalen Reedereien, insbesondere denjenigen in Leer.

## Bootsbauer
Neben den fünf größeren Werften gibt es noch eine Anzahl an Bootsbaubetrieben, die Sportboote herstellen und reparieren. Dazu zählen etwa die Norddeicher Bootswerft, die Borssumer Bootswerft in Emden und die Voß-Werft in Westerende-Kirchloog.

## Zulieferer
Im IHK-Bezirk Ostfriesland und Papenburg fließen erhebliche Summen von den Werften an Schiffbauzulieferer. Nach einer Statistik der regionalen IHK wurden allein von den fünf größeren Werften im Jahre 2005 insgesamt mehr als 143 Millionen Euro für Vorleistungsprodukte aus der Region ausgegeben. Auf die Stadt Papenburg entfielen davon 64 Mio. Euro, auf die Stadt Emden 41 Mio. Euro, auf den Landkreis Leer 19 Mio. Euro, auf den Landkreis Aurich 16 Mio. Euro und auf den Landkreis Wittmund drei Mio. Euro.
Zu den Schiffbauzulieferern in der Region gehören unter anderem die mehr als 250 Mitarbeiter zählenden Elektrotechnischen Werke Rolf Janssen in Aurich (mit der Tochterfirma Janssen Elektromaschinen in Emden), die Emder Schiffsausrüstungs-GmbH (rund 100 Mitarbeiter) sowie EMS PreCab, eine Tochter der Meyer Werft, die sich mit ihren rund 180 Mitarbeitern auf den Bau von Kabinen für Kreuzfahrtschiffe spezialisiert hat. Eine Vielzahl von Unternehmen der Navigations- und Kommunikationstechnik sowie weiterer spezialisierter Zulieferbetriebe rundet das Bild ab. Gerade auf den Kreuzfahrtschiffen der Meyer Werft arbeiten auch viele kleinere und mittelgroße Handwerksbetriebe, die die Inneneinrichtung der Luxusliner erschaffen.
Dies allerdings ist nur ein Teil der Ausgaben der ostfriesischen und papenburgischen Werften für die Zulieferer. Zum Vergleich mögen die bundesweiten Zahlen dienen: In Deutschland gibt es etwa 400 zuliefernde maritime Industrie- und Dienstleistungsunternehmen. Bei diesen arbeiten rund 68.000 Menschen – und damit rund dreimal mehr als bei allen deutschen Werften selbst. Zahlreiche Zulieferer sind in Nordrhein-Westfalen, Baden-Württemberg und Bayern beheimatet.